# Kurt Barlow
Kurt Barlow es un personaje ficticio creado por Stephen King para su novela de terror El misterio de Salem's Lot, donde es el principal antagonista. Es un maestro vampiro que aterroriza el pueblo de Jerusalem's Lot. Aunque su verdadera edad es desconocida, dice ser viejo, tanto que presenció la aparición del cristianismo.

## Historia

### El misterio de Salem's Lot
En la novela original, Barlow va al pueblo de Jerusalem's Lot con la ayuda de su sirviente Richard Straker. Los dos toman residencia en la casa de los Marsten, una mansión abandonada que según los habitantes del pueblo está embrujada. Straker secuestra a un niño local, con el que hace un sacrificio humano, y el hermano mayor del chico se convierte en vampiro e infecta a la población.
Danny Glick, el primer habitante del pueblo en convertirse en vampiro, visita a Mark Petrie para infectarlo. Aunque Mark, un inteligente chico, se da cuenta de que es un vampiro y lo ahuyenta con una cruz de plástico. Al día siguiente, Mark va a la casa de los Marsten con Susan Norton (novia del protagonista, Ben Mears) en un intento de matar a Barlow. Pero son capturados por Straker y Barlow muerde a Susan, convirtiéndola en vampiro, aunque Mark logra escapar dejando inconsciente a Straker. Straker es luego encontrado colgado y degollado por Barlow. Mark informa a Ben del destino de su novia y ellos, junto con el sacerdote católico el Padre Callahan, el médico Jimmy Cody y el maestro de escuela Matt Burke comienzan a cazar al vampiro.
Mark y el Padre Callahan informan a los padres del chico sobre el peligro en el que se encuentran, pero Barlow entra a a casa y mata a los padres de Mark, al que luego toma por el cuello y Callahan lo enfrenta con su cruz, pero Barlow después se la quita y lo obliga a beber su sangre, convirtiéndolo en un humano impuro.
La última vez que aparece Barlow es al final de la novela, cuando es asesinado por Ben en el sótano de la pensión de Eva Miller.

### La torre oscura
En la serie de la torre oscura se demuestra que Barlow es un vampiro de tipo uno, capaz de hibernar por siglos y es altamente inteligente.

## Adaptaciones de la novela

### Versión de 1979
Barlow tiene un aspecto completamente diferente del que tiene en la novela (en el libro tiene aspecto humano). En la miniserie de 1979 tiene un monstruoso aspecto muy parecido al del Conde Orlok en la película Nosferatu, eine Symphonie des Grauens.

### Radio teatro
En la radio dramatización de la novela, Doug Bradley le da voz a Barlow.

### Miniserie de 2004
En la versión de 2004 Barlow es interpretado por Rutger Hauer, donde tiene un aspecto más humano y cercano al Barlow de la novela.